# Delaney Rudd
Edward Delaney Rudd (Halifax, 8 novembre 1962) è un ex cestista statunitense, professionista nella NBA e in Francia.

## Carriera
È stato selezionato dagli Utah Jazz al quarto giro del Draft NBA 1985 (83ª scelta assoluta).

## Palmarès

### Squadra
- Coppa di Francia: 2

ASVEL: 1996, 1997

### Individuale
- USBL All-Rookie Team (1985)
- LNB Pro A MVP straniero: 2

ASVEL: 1995-96, 1996-97